# Ajjelet Nahmias-Werbin
Ajjelet Nahmias-Werbin (hebr.: איילת נחמיאס-ורבין, ang.: Ayelet Nahmias-Verbin, ur. 19 czerwca 1970 w Izraelu) – izraelska prawnik i polityk, w latach 2015–2019 poseł do Knesetu z listy Unii Syjonistycznej

## Życiorys
Urodziła się 19 czerwca 1970 w Izraelu.
Ukończyła studia prawnicze na Uniwersytecie Hebrajskim.
W wyborach parlamentarnych w 2015 po raz pierwszy dostała się do izraelskiego parlamentu.  W dwudziestym Knesecie zasiadała w komisjach budownictwa; ds. statusu kobiet i równouprawnienia; spraw gospodarczych i przewodniczyła podkomisji badającej rynek kredytów bankowych. Po podziale Unii Syjonistycznej na dwie frakcje zasiadała w ławach parlamentarnych jako posłanka Partii Pracy. W wyborach w kwietniu 2019 utraciła miejsce w parlamencie.